# Ciro Pinsuti
Ciro Pinsuti (né le 9 mai 1828 à Sinalunga, dans l'actuelle province de Sienne, en Toscane, alors dans le Grand-duché de Toscane, et mort à Florence le 10 mars 1888) est un compositeur italien du XIXe siècle. Peu connu dans son pays de son vivant, il fut célèbre à Londres. Giorgio Ronconi fut son élève.

## Biographie

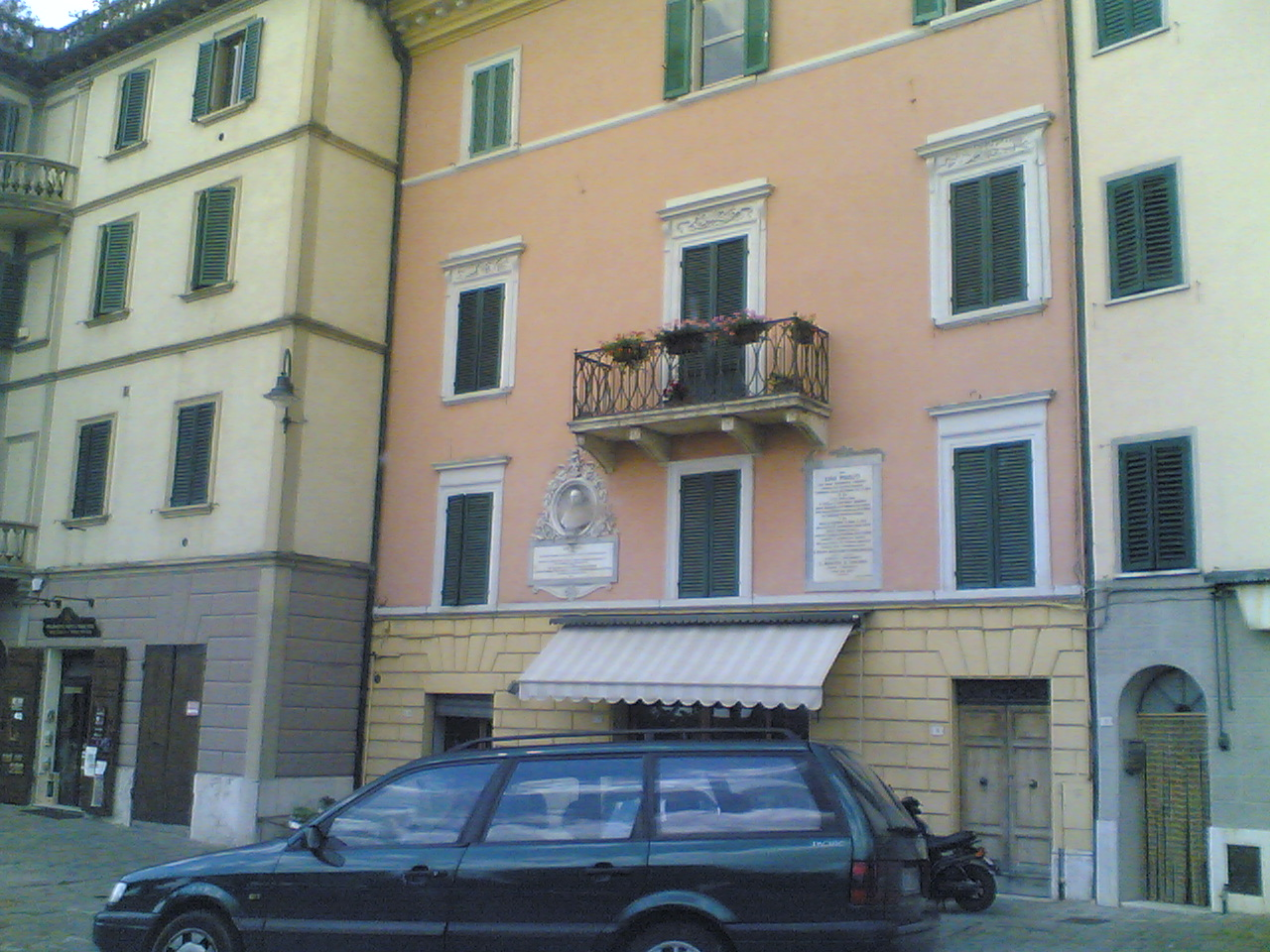
La maison natale de Ciro Pinsuti

À l'âge de onze ans, Ciro Pinsutia été admis membre honoraire  de l'Accademia Filarmonica de Rome. Il va en Angleterre où il étudie le piano avec C. Potter et le violon avec Henry Blagrove (en). De retour à Bologne en 1845, il travaille au Liceo musicale et en privé avec Rossini. En 1848, il est de retour en Angleterre et est nommé professeur de chant à la Royal Academy of Music en 1856. Il séjourne alternativement en Angleterre et en Italie. Il fait représenter un opéra Il mercante di Venezia à Bologne (9 novembre 1873), un autre Mattia Corvino à Milan (1877), puis à Venise Margherita (1882)

## Œuvres
Opéras
- Il mercante di Venezia (Bologne, 9 novembre 1873)
- Mattia Corvino (Milan, 1877)
- Margherita (1882)

## Source de traduction
- (it) Cet article est partiellement ou en totalité issu de l’article de Wikipédia en italien intitulé « Ciro Pinsuti » (voir la liste des auteurs).